# کوسه‌احمد
کوسه احمد، روستایی است از توابع بخش نازلو و در شهرستان ارومیه استان آذربایجان غربی ایران.

## جمعیت
این روستا در دهستان نازلوچای قرار داشته و بر اساس سرشماری سال ۱۳۸۵ جمعیّت آن ۵۹۵ نفر (۱۰۰ خانوار)
بوده‌است.